# Transformatorweg
De Transformatorweg is een belangrijke doorgaande weg in Amsterdam, in het stadsdeel Westpoort.
De weg ligt in het verlengde van het stedelijk deel van de Spaarndammerdijk en begint bij de splitsing van deze dijk in Transformatorweg naar het westen en de Nieuwe Hemweg naar het noordwesten. Vervolgens loopt de weg in westelijke richting onder het spoorwegviaduct (brug 1946) nabij de niet meer als zodanig in gebruik zijnde lijnwerkplaats van de Nederlandse Spoorwegen. Vervolgens kruist de weg de Contactweg en de Kabelweg en loopt door tot het viaduct van de Einsteinweg waar de weg overgaat in de Basisweg.
De weg is voor het grootste deel voorzien van gescheiden rijbanen met een middenberm en heeft daar een ventweg aan beide zijden. De overige zijstraten komen uit op de ventwegen en kruisen de Transformatorweg niet rechtstreeks. Aan de weg, die intensief wordt gebruikt door het (vracht)verkeer, bevinden zich geen woningen maar zijn uitsluitend bedrijven gevestigd met onder meer het "Coengebouw" met daar tegenover de "Kolonel Six kazerne", een tweetal hotels, een zwembad (Brediusbad) en het Mediacollege Amsterdam (voorheen Grafische school). Voorts ligt aan de zuidoostkant van de weg de Begraafplaats Sint Barbara en een buurtboerderij en ligt aan de noordoostkant het Sportpark Transformatorweg.
De Transformatorweg maakt deel uit van de doorgaande oost-west-route s102 bestaande uit de Spaarndammerdijk, Transformatorweg, Basisweg, Noordzeeweg en Westpoortweg.
De buslijn 22 van het vervoerbedrijf GVB rijdt over de gehele weg. 
De weg is bij raadsbesluiten van 23 oktober 1957, 10 januari 1962 en 12 juni 1963 vernoemd naar een transformator, een toestel voor het omvormen van elektrische stroom van de ene naar de andere spanning.
Vrijwel aan het begin van de weg staat het gigantische kunstwerk van Ad Dekkers, Gebroken Cirkel. Direct na het spoorviaduct gevolgd door het kunstwerk Kijkende figuur van Hans van Meeuwen.